# ديف كينغ (رجل أعمال)
ديف كينغ (بالإنجليزية: Dave King)‏ هو شخصية أعمال جنوب أفريقي، ولد في 3 أغسطس 1955 في Castlemilk ‏ في المملكة المتحدة.